# Peluda de trenta espines
La peluda de trenta espines (Arnoglossus multirastris) és un peix teleosti de la família dels bòtids i de l'ordre dels pleuronectiformes.

## Distribució geogràfica
Es troba a les costes de Xile.